# Caminar por el tablón

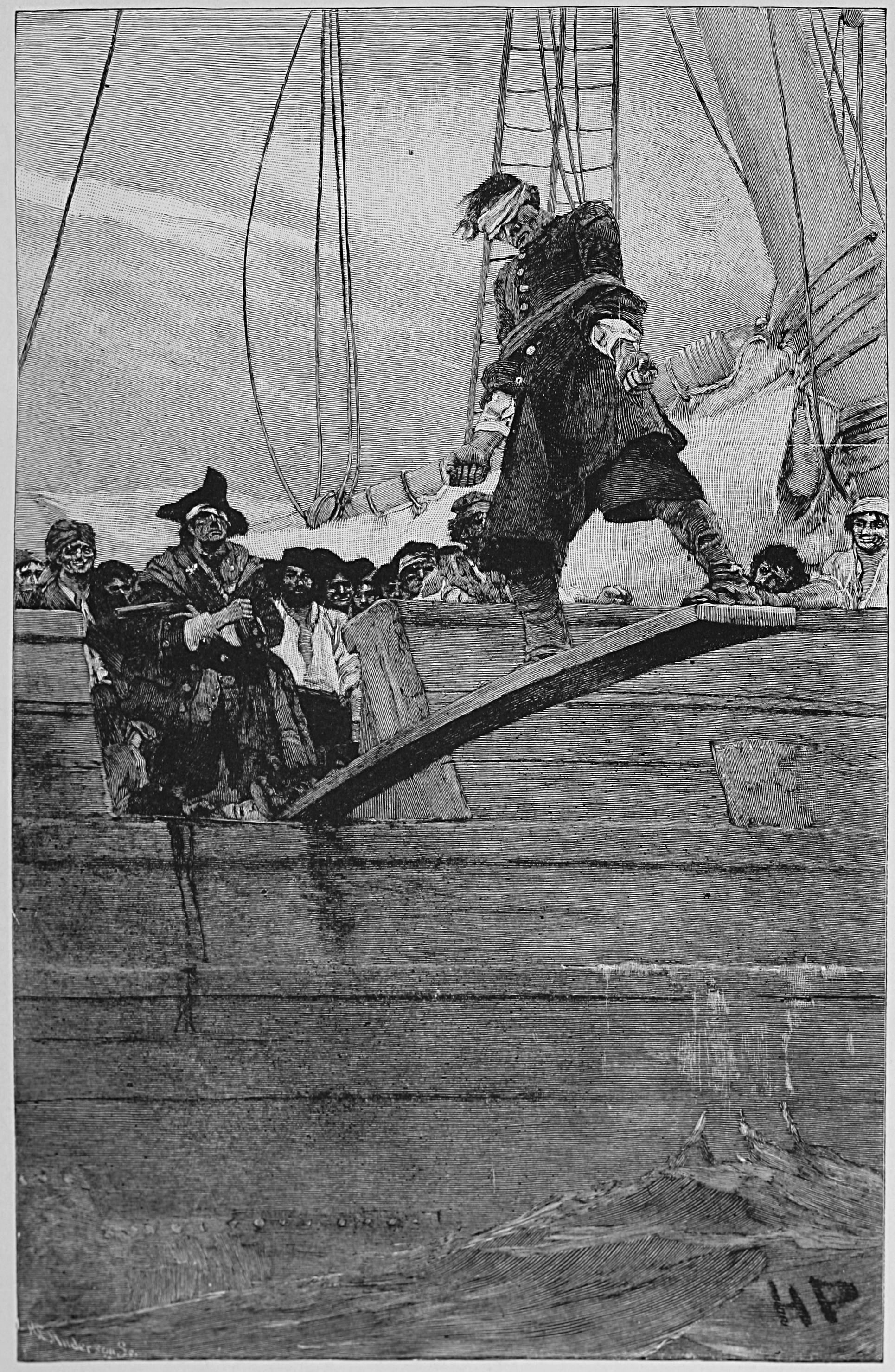
Grabado Caminando por el tablón, ilustrado por Howard Pyle.

Caminar por el tablón  o caminar por la plancha era un método de ejecución utilizado entre los piratas. El método, según se describe, consistía en forzar a la víctima a caminar sobre un tablón que se extendía desde un costado del buque, para de esta manera caer en el mar.
En la mayoría de las descripciones los reos tienen sus manos atadas y el mar está lleno de tiburones. Se ha convertido en parte de la moderna mitología pirata y es a menudo descrito en los libros y en las películas, incluso en la historia de Peter Pan.
Aunque "caminar por el tablón" juega un papel importante en la tradición pirata de la época, sin embargo, hay poca evidencia tangible de que el uso de este método de ejecución estuviera generalizado. En realidad, "caminar por el tablón" era un fenómeno bastante raro, y la mayoría de los piratas y amotinados tenían pocas razones para ejercer una tortura psicológica sobre sus presos, ya que normalmente tenían la intención de matarlos de todos modos.
"Caminar por el tablón" no debe ser confundido con el castigo de carena, en el que la víctima era atada a una cuerda y se la hacía pasar bajo el casco del buque por debajo de la quilla.